# زاك إيفرون
زاكاري ديفيد ألكساندر إيفرون (بالإنجليزية: Zachary David Alexander Efron) المعروف بـ (زاك إيفرون) (ولد في 18 أكتوبر 1987، سان لويس كاليفورنيا، الولايات المتحدة الأمريكية) ، مغني وممثلٌ وراقص وعارض أزياء ومنتج أفلام وممثل مسرحي أمريكيٌّ.
بدأ إيفرون مسيرته بالظهور في الإعلانات التجارية قبل حصوله على أدوارٍ ثانويّةٍ في مسلسلات مثل فاير فلاي والمسلسل الهزلي صحيفة الغارديان في بداية عقد 2000. حصل إيفرون على أوّل دورٍ سينمائيٍّ له عام 2006 في سلسلة الأفلام الغنائية «هاي سكول ميوزيكال» التي قدمتها قناة ديزني، والذي حاز فيها على جائزة إيمي ونال شعبية هائلة بين أفلام قناة ديزني، إلّا أن أوّل ظهور كبيرٍ له في السينما كان سنة 2007 في فيلم الفيلم الموسيقي مثبتات الشعر الذي أنتجته شركة «نيو لاين سينما» إلى جانب الممثل جون ترافولتا. أشاد النقاد بموهبة إيفرون لأداءه بدورٍ ثانوي في فيلم 17 مرة أخرى عام 2009، الذي أهّله للترشح لجائزة إم تي في للأفلام لأفضل ممثلٍ. حاز إيفرون أيضاً على المزيد من الإشادة لأداءه بأدوارٍ رئيسيّةٍ في فيلم أنا واورسون ويلز عام 2009، وتشارلي سانت كلود في عام 2010، وعشيه رأس السنة الجديدة في عام 2011، وموزع الصحف في عام 2012، وباركلاند في عام 2013، وتلك اللحظة المحرجة في عام 2014، قبل أن يُحقق شهرةً عالميّةً من خلال فيلم جيران للمخرج نيكولاس ستولر سنة 2014، الفيلم الذي أصبح أعلى الأفلام حصولاً على إيراداتٍ حتى وقتٍ قريبٍ. وفي عام 2015، ترشح إيفرون للعديد من الجوائز لدوره الرئيسيّ في فيلم نحن أصدقاؤك ومنذ بداية عام 2016، ترشح إيفرون للعديد من الجوائز لأدواره الرئيسيّة المُختلفة في أفلامٍ مثل جد قذر، وجيران 2: صعود نادي الفتيات، ومايك وديف يحتاجان مواعيد لحفل زفاف.
ظهر زاك كضيف شرف في بعض حلقات المسلسل التلفزيوني ذا سويت لايف أوف زاك أند كودي. إضافةً إلى مشاركته في مسلسل قناة دابليو بي التلفزيوني  سمرلاند. وحاز زاك على اثنان وعشرون جائزة وترشح بخمس وعشرون جائزة أخرى. في عام 2012، قام بالأداء الصوتي في فيلم رسوم متحركة ثلاثي الأبعاد يدعى لوراكس.

## نشأته والتعليم
ولد زاك إيفرون في سان لويس أوبيسبو بكاليفورنيا -انتقل بعد ذلك إلى أرويو غراندي- ، وهو من مواليد برج الميزان ، لوالدين أمريكيين، فوالده يدعى ديفيد إيفرون يعمل مهندساً وأمه (ستارلا باسكت) تعمل كسكرتيرة  وشقيق واحد يدعى ديلان إيفرون.
ولد إيفرون ملحداً ليس له ديانة. ولقبه «إيفرون» آت من اللغة العبرية (بالعبرية: עפרון) وتعني «قبرة». (كان جد أبيه يهودي ). منذ صغره كان إيفرون ذكياً في المدرسة وقد وصف نفسه عندما كان في المدرسة بمهرج الصف ، وعندما كان عمره أحد عشرة سنة لاحظ والده موهبته لذا  قام بتشجيعه ليصبح نجماً في المستقبل، وفي المدرسة الثانوية شارك في المسرحيات المدرسية، إضافةً إلى عمله في مسرح The Great American Melodrama ، ولتطوير موهبته أكثر بدأ إيفرون يأخذ دروساً في الغناء. ظهر زاك إيفرون في العديد من المسرحيات ومنها: مسرحية الغجر، بيتر بان أو الولد الذي لم يكبر، متجر الرعب الصغير ومسرحية رجل الموسيقى. وأكسبته موهبته فرصة توقيع عقد في وكالة فنية مشهورة، فقد قامت معلمته في التمثيل بعمل توصية له فحصل على وكيلة له في لوس أنجلوس وهي روبين ميتشيك ومنه وقع عقداً مع وكالة الفنانين المبدعين في لوس أنجلوس.
في عام 2006 تخرج إيفرون من مدرسة ارويو غراندي الثانوية ، وقُبل في جامعة جنوب كاليفورنيا ولكنه أجّل الالتحاق بالجامعة ليكمل مشاريعه في التمثيل. استُضيف إيفرون في معهد المحيط الهادئ للفنون المسرحية بكلية المجتمع التي تقع في سانتا ماريا، كاليفورنيا ومن هذا المعهد حصل على فرصة لأداء دور «اللاعب الصغير» خلال سنوات 2000 و2001.

## مشواره الفني

### بداية عمله
في عام 2001، انتقلت عائلته إلى لوس أنجلوس وبعد ذلك بعام واحد نجح في الحصول على دور له في مسلسل فاير فلاي. في عام 2003 قام بتمثيل دور البطولة في فيلم عالم ميليندا بدور «ستيوارت واسر»، وفي نفس السنة لعب دور «بيت لايمك» في فيلم العالم الكبير الواسع من كارل لايمك. ومسلسل صحيفة الغارديان. شارك أيضاً كضيف في مسلسل إي آر أمام جورج كلوني. وفي عام 2003 مثل في فيلمين أحدهما هو Miracle Run، أما الآخر فهو تمثيله دور «هاري فولر» في فيلم الثلاثية.
في أعوام 2004 و2005 شارك في مسلسل قناة دابليو بي التلفزيوني سمرلاند أمام كاي باناباكر، جيسي مكارتني، لوري لوغلين. بعد كل ذلك حصل زاك إيفرون على أولى أدوار البطولة له عام 2005 حينما مثل في الفيلم الروائي الطويل The Derby Stallion. وفي نفس السنة استُضيف إيفرون في مسلسل سي إس آي: ميامي ومسلسل البديل، وايضا في برنامج تلفزيون الواقع Room Raiders الذي تم عرضه على قناة «إم تي في». وفي عام 2006 لعب شخصية «كودي» في فيلم If You Lived Here, You'd be Home Now.

### 2008-2006
في أعوام 2007 و2006 و2008، لعب إيفرون دور «تروي بولتون» في سلسلة أفلام ديزني الشهيرة «هاي سكول ميوزيكال» أمام فانيسا هادجنز وآشلي تيسدال وكوربن بلو ولوكاس غرابيل ومونيك كولمان، والذي حاز بسبب على جائزة إيمي وشعبية هائلة بين أفلام قناة ديزني. في تلك السلسلة، لعب إيفرون دور لاعب كرة السلة تروي بولتن، زميل الشخصية الرئيسية «تشاد دانفورث» (كوربن بلو). وقد ظهر كضيف شرف في عدة حلقات من المسلسل التلفزيوني ذا سويت لايف أوف زاك أند كودي، حيث لعب دور «تريفور» أمام ديلان وكول سبراوس، آشلي تيسدال وبريندا سونغ. وفي نفس السنة لعب دوراً في مسلسل السرقة. في عام 2007 استُضيف إيفرون في مسلسل إن سي آي إس.
وفي عام 2007 أدى الدور الرئيسي في فيلم الموسيقي مثبتات الشعر أمام جون ترافولتا، كريستوفر واكن، أماندا بينز، جيمس مارسدن وكوين لطيفة. وقصة الفيلم تتحدث عن الشخصية الرئيسية «تريسي تيرنيالد» (نيكي بلونسكي) مراهقة تعاني من زيادة في الوزن، ومهووسة ببرنامج (كورني كولينز شو)، تذهب بعد الدراسة إلى المنزل مع صديقتها «بيني» (أماندا بينز)، لمشاهدة البرنامج، لكن عندما ترك أحد نجوم البرنامج العرض، تشتركان في مسابقة اختيار البديل له، وتتقدم في الاشتراك بالاستعراض، وأستطاعت تخفيض وزنها، وتنجح في استكمال طريقها مع صدقيها «لينك لاركن» (زاك إيفرون)، والفيلم من إخراج آدم شانكمان. كان هذا الفيلم من إنتاج شركة «نيو لاين سينما». في أغسطس 2007 ظهر إيفرون في غلاف مجلة رولينغ ستون الأمريكية. وأيضاً في أعوام 2008 و2009 و2010 و2016 قام بالأداء الصوتي في الدجاجة الآلية. كما ظهر في برنامج «ساترداي نايت لايف» (بالإنجليزية: Saturday Night Live) ، وأيضا مسلسل «انتوريج».

### 2011-2009
في عام 2009 أدى الدور الرئيسي في الفيلم الكوميدي 17 مرة أخرى أمام الممثل الكوميدي ماثيو بيري والممثلة ليزلي مان. وقصة الفيلم تتحدث عن شاب يدعى «مايك أودونيل» (ماثيو بيري) و (زاك إيفرون) عندما كان بعمر 17 كان نجم في فريق كرة السلة لمدرسته والمستقبل الكبير بأنتظاره. لكنه يتخلى عن كل احلامه ليشارك حياته مع صديقته «سكارليت اودنيل» (ليزلي مان) ولكن بعد مرور عشرين سنة تقريبا من ذلك الوقت تصبح حياته كئيبة ومليئة بالمشاكل الي ان تفتح امامه فرصة جديدة عندما يعود بشكل عجيب إلى عمر السابعة عشر أي بمظهر شاب في 17 من عمره لكن في زمنه الحديث لذا يقرر مايك أن يعود ليسجل في مدرسة ثانوية ليجدد احلامه التي ذهبت في السابق ويعيد مستقبله الذي ضاع، والفيلم من إخراج بور ستيرز. كان هذا الفيلم من إنتاج شركة «نيو لاين سينما» في عام 2009. أدى إيفرون دور البطولة في فيلم روائي طويل عام 2009 بعنوان أنا واورسون ويلز أمام الممثلة كلير دينس. تدور احداث الفيلم في العام 1937 حول تلميذ في الصفوف الثانويه يدعى «ريتشارد صاموئييل» (زاك إيفرون) الذي يحظى بفرصه لقاء الممثل والمخرج أورسن ويلز قبل أن يصبح من أهم مشاهير صناعه الترفيه في العالم، والفيلم من إخراج ريتشارد لينكلايتر ، وقال لينكلايتر: 
| زاك إيفرون | وجدت هذه القصة الساحرة، حول هذا الشاب المحظوظ، الذي يصبح جزءاً من مسرح برودواي، وتعد هذه القصة من أكبر عمل اخراجي لوليم شكسبير في التاريخ الأمريكي، ثم إنها تمثل إعادة صياغة للتاريخ، لكنها بالطبع تضم حكاية خيالية من الداخل. | زاك إيفرون |

وفي خريف 2010 لعب دور «تشارلي» في فيلم تشارلي سانت كلود أمام راي ليوتا، كيم بايسنجر، أماندا كرو. وقصة الفيلم تتحدث عن الشخصية الرئيسية «تشارلي سانت كلاود» (زاك إيفرون) الذي توفي اخيه «سام سانت كلاود» (تشارلي تاهان) في حادث مرور واخذ وصية من اخيه ولكن هذه الوصية قد تهددت بالنسيان لان تشارلي وقع في حب فتاة تدعى «تيس كارول» (أماندا كرو) فأصبح مشتتا بين وصية اخيه أو الحب، والفيلم من إخراج ماكس جوزيف.
أدى إيفرون دور البطولة في فيلم روائي طويل عام 2011 يدعى عشيه رأس السنة الجديدة أمام جوش دوهامل، روبرت دي نيرو، أبيجيل برسلين، جيسيكا بيل، هالي بيري، صوفيا فيرغارا، هيلاري سوانك، ميشيل فايفر، سارة جيسيكا باركر، ليا ميشيل، أشتون كوتشر وكاثرين هيغل، إضافةً إلى المغنيان لوداكريس وجون بون جوفي. وقصة الفيلم تتحدث عن إطار رومانسى كوميدى حول مجموعة من الأشخاص تربطهم علاقات غرامية في عشية رأس السنة، والفيلم من إخراج جاري مارشال ، وقد صُنِّف الفيلم ضمن قائمة أفضل الأفلام العالمية التي يمكن مشاهدتها في ليلة رأس السنة.

### 2014-2012
في عام 2012، قام بالأداء الصوتي في فيلم رسوم متحركة ثلاثي الأبعاد يدعى لوراكس أمام داني ديفيتو، اد هيلمز وأيضاً المغنية العالمية تايلور سويفت. وأيضا قام إيفرون بدور «نات» في فيلم فنون التحرر أمام جوش رادنر إليزابيث أولسن. وقصة الفيلم تتحدث عن شاب يدعي جيسي (جوش رادنر) وهو يبلغ 35 عامًا، ويتوق لحياة الطالب الجامعي، كما يبدأ التصالح مع مرحلته العمرية ومسؤلياته، يقع جيسي في حب مشترك من الموسيقى والأدب مع «زيبي» (إليزابيث أولسن) وهي طالبة أيضا تبلغ من العمر 19 عامًا مع صديقها السابق «نات» (زاك إيفرون)، والفيلم من إخراج الممثل جوش رادنر. وفي نفس السنة أدى إيفرون دور البطولة في فيلم روائي طويل في فيلم المحظوظ أمام تايلور شيلينج وبليث دانر. وقصة الفيلم تتحدث عن شاب يدعي الرقيب «لوجان ثيبولت» (زاك إيفرون) الذي يجد صورة مدفونة في الرمال لإحدى السيدات وذلك أثناء تأدية خدمته بالعراق ومع بقاءه حيا وسط الغارات هناك يظن أن تلك الصورة جلبت له حظا سعيدا فيبدأ البحث عن صاحبة تلك الصورة وعندما يصل لها يضطر إلى العمل كراعي لكلاب عائلتها أملا في الوصول لها، وتنشأ بينهما علاقة عاطفية فيما بعد محفوفة بالعديد من المشاكل، والفيلم من إخراج سكوت هيكس.
وفي عام 2012 لعب إيفرون دور «جاك جانسن» في فيلم موزع الصحف أمام نيكول كيدمان، ماثيو ماكونهي وجون كيوزاك. وقصة الفيلم تتحدث عن صحفي شاب «وارد جيمس» (ماثيو ماكونهي)، يبحث بمساعدة شقيقه الأصغر «جاك جانسن» (زاك إيفرون) في قضية حكم فيها بالإعدام علي الجاني في فلوريدا، وتتطور الأحداث بعد ذلك. وقد حققت الإيرادات الفيلم (12,500,000 $) في شباك التذاكر العالمية ، والفيلم من إخراج لي دانيالز. وفي نفس السنة لعب دور «دين» في فيلم بأي ثمن أمام هيذر غراهام، دنيس كايد، كيم ديكينز وصوفي كورتيس. وقصة الفيلم تتحدث عن عائلة من المزارعين تهدد حياتهم الزراعية من خلال أزمة غير متوقعة جراء التنافس بين الأب «هنري» (دنيس كايد) وابنه المتمرد «دين» (زاك إيفرون)، والفيلم من إخراج لي دانيالز. في عام 2013 أدى إيفرون دور البطولة في فيلم روائي طويل يدعى باركلاند وقصة الفيلم تتحدث عن اغتيال الرئيس الأمريكي (جون فيتزجيرالد كينيدي) عام 1963 وبالتحديد في مستشفي باركلاند، والفيلم من إخراج بيتر لانديسمان.
في عام 2014 لعب دور «جيسون» في فيلم الرومنسي الكوميدي تلك اللحظة المحرجة أمام مايلز تيلر، ايموجين بوتس وجيسيكا لوكاس. وقصة الفيلم تتحدث عن الشخصية الرئيسية «جيسون» (زاك إيفرون) وزملائه «دانيال» (مايلز تيلر) و«مايكي» (مايكل ب. جوردن) وهم في الحقيقة ثلاثة زملاء يجدون أنفسهم محاصرين في تلك اللحظة المحرجة التي تحدث في أية علاقةٍ عاطفيةٍ. وقد احتل الفيلم المرتبة الثالثة بسبب الأرباح التي تبلغ (تِسْعَةٌ مليون $) في شباك التذاكر العالمية ، والفيلم من إخراج توم جورماسان. وفي نفس السنة لعب دور «تيدي ساندرز» في الفيلم الكوميدي جيران أمام سيث روغن، روز بيرن، ديف فرانكو، ليزا كودرو وكريستوفر مينتز-بلاز. وقصة الفيلم تتحدث عن الحياة المتشابكة والمتداخلة لكلٍ من «تيدي ساندرز» (زاك إيفرون) و«ماك رادنر» (سيث روغن) وكيلي رادنر (روز بيرن). حيث ماك وكيلي رادنر يُرزقا بطفلٍ جديد ويظنان أن حياتهما ستتغير للأفضل، لكن سرعان ما تنقلب حياتهما رأسًا على عقب، حيث يتم إجبارهما على العيش بقرب بيت أخويةٍ مليءٍ بالمشاغبين. يواجه كلًا من ماك وكيلي مشاكل وتعقيدات لم تخطر ببالهما من قبل تيدي ساندرز وزملائه. وقد احتل الفيلم المرتبة الثالثة بسبب الأرباح التي تبلغ (خَمْسِينَ مليون $) في شباك التذاكر العالمية ، والفيلم من إخراج نيكولاس ستولر. في نوفمبر عام 2014 ظهر كضيف شرف في البرنامج الوثائقي 21 عام: ريتشارد لينكليتر أمام العديد من الممثلين وموضوع البرنامج يتحدث عن حياة المخرج ريتشارد لينكليتر.

### 2015–إلى الآن
في أغسطس عام 2015 أدى إيفرون دور البطولة في فيلم روائي طويل بعنوان نحن أصدقاؤك أمام ويس بنتلي، جون بيرنثال والممثلة إميلي راتاجكوسكي. وقصة الفيلم تتحدث عن الشخصية الرئيسية «كولي كارتر» (زاك إيفرون) الذي يعمل مقدم أغاني في الحفلات الليلية الهوليودية، والذي يبلغ من العمر 23 عامًا ويقضي أيامه مع أصدقاء طفولته في العمل على الحفلات والموسيقى، يكافح من أجل البروز كمنتج موسيقي، لكن قدره يتغير عندما يقابل مقدم الأغاني «جيمس» (ويس بنتلي)، الذي يصبح معلمه وعندما يقع كولي كارتر في حب «صوفي» (إميلي راتاجكوسكي)، تنقلب حياته رأسا على عقب ، والفيلم من إخراج ماكس جوزيف ، وقال إيفرون: 
| زاك إيفرون | الفيلم يتبع قصة مقدم الأغاني كولي كارتر وأصدقائه الذين يعيشون في وضعيات متداخلة ومواقف مشبوهة. هذا مقدم الأغاني كولي كارتر يعثر على معلمه جيمس الذي يقوم بدوره ويس بنتلي، فيعلمه طريقة الإستماع إلى صوته الداخلي وهكذا يتمكن من خلق الصوت الخاص به. | زاك إيفرون |

وفي 1 سبتمبر 2015 استُضيف إيفرون بجانب الممثل الأمريكي تشانينج تيتوم والممثلة البريطانية كيت وينسليت والرئيس الرابع والأربعون للولايات المتحدة الأمريكية، باراك أوباما. في برنامج المغامرات الواقعي Running Wild مع بير جريلز وهو المغامر البريطاني، والكاتب والمذيع التليفزيوني. الذي عُرف بـ«رجل مقابل البرية»، حسبما أوردت صحيفة «20 دقيقة» الفرنسية في يوم الثلاثاء.
وفي خريف 2016 أدى دور «جايسون كيلي» في فيلم الكوميدي Dirty Grandpa الذي أنتجته شركة «ليونزغيت إنترتاينمنت»، أمام روبرت دي نيرو، ديرموت مولروني والممثلات جوليان هوف، زوي دويتش، أوبري بلازا. وقصة الفيلم تتحدث عن الشخصية الرئيسية «جايسون كيلي» (زاك إيفرون)، وجده المنحرف جنرال القوات المسلحة السابق «ديك كيلي» (روبرت دي نيرو)، الذي يقوم بخداعه قبل أيام قليلة من حفل زفافه؛ ليقوم بتوصيله إلى (فلوريدا)؛ ليقضي إجازة الربيع هناك. بدأ تصوير الفيلم في 5 يناير 2015 في أتلانتا، ومن المقرر أن موعد إطلاق 12 أغسطس 2016 ، وقد حققت الإيرادات الفيلم إلى المرتبة الرابعة في أول أسبوع من عرضه، حيث استطاع أن يجمع (11,500,000 $) في شباك التذاكر العالمية ، وقد حصل الفيلم على تقييم (5.8) على موقع قاعدة البيانات الكبرى الخاصة بالأفلام على الإنترنت IMDb ، وتراجع الفيلم إلى المرتبة العاشرة في ثالث أسبوع من عرضه، حيث استطاع أن يجمع مجمل إيرادات وصلت إلى (31,300,000 $). وحصل الفيلم على تقييم (6.0) على موقع قاعدة البيانات الكبرى الخاصة بالأفلام على الإنترنت IMDb ، والفيلم من إخراج دان ميزر.

وفي مايو عام 2016 أدى دور «تيدي ساندرز» في الفيلم الكوميدي جيران 2: صعود نادي الفتيات وهو الجزء الثاني من فيلم الكوميدي جيران ، أدى الدور أمام سيث روغن، ديف فرانكو والممثلات روز بيرن، كلوي غرايس موريتز وأيضاً سوف تشارك المغنية والممثلة العالمية سيلينا غوميز. وقصة الفيلم تتحدث عن «ماك رادنر» (سيث روغن) وكيلي رادنر (روز بيرن) واقتراب نهاية مرحلة المراهقة لديهما، ومع استعدادهم للمرحلة المقبلة والجديدة في حياتهما، يتعرضان لمضايقات من جارهم الجديد بالرغم من اعتقادهم بصعوبة وجود جار لهم أسوأ من جارهما السابق «تيدي ساندرز» (زاك إيفرون) وزملائه، والذي من المقرر عرضه في صالات السنيما في 20 مايو 2016 ، والفيلم من إخراج نيكولاس ستولر ، وقد حققت الإيرادات الفيلم إلى المرتبة الثالثة في أول أسبوع من عرضه، حيث استطاع أن يجمع (35,000,000 $) في شباك التذاكر العالمية  و (99,000,000 $) في أسبوعين من عرضة. وقام إيفرون أيضًا في بطولة كوميدية قصيرة في فيلم جيران 3: صعود زومبي، وهو مُستند على الفيلم الكوميدي جيران 2: صعود نادي الفتيات. وأيضاً في عام 2016 أدى دور «ديف ستانغل» في الفيلم الكوميدي مايك وديف يحتاجان مواعيد لحفل زفاف أمام آدام ديفاين والممثلات آنا كيندريك، أوبري بلازا ، والفيلم مُستند إلى قصة حقيقية، بطلاها الشقيقان مايكل وديف ستانغل. وتدور أحداث القصة المقتبسة من قصة واقعية حول الأخوين «ديف ستانغل» (زاك إيفرون) و«مايك ستانغل» (آدام ديفاين) الذان يطرحان إعلانًا على الإنترنت للبحث عن رفيقتين لهما وهما «آليس» (آنا كيندريك) و«تاتيانا» (أوبري بلازا)، في حفل زفاف أختهما جيني في هاواي ويلقى الإعلان تجاوبا كبيرا من الفتيات، ليحصلوا على مئات الطلبات ويتمّ بعدها استدعاؤهما للظهور في برنامج تليفزيوني، ويحصل الشقيقان على مئات الطلبات ويتم استدعاؤهما وقد وصف ديفيد ستانغل أحد أبطال القصة الحقيقية بعد مشاهدته للفيلم بأن أحداثه تتطابق تمامًا مع ما حدث لهما في الواقع. تم تصوير أحداث الفيلم في الولايات المتحدة الأمريكية، وسيتم الإفراج عن الفيلم للمرة الأولى في صالات السينما العالمية في 8 يوليو 2016 ، والفيلم من إخراج جاك سيزمانسكي ، وقد حققت الإيرادات الفيلم إلى المرتبة الرابعة في أول أسبوع من عرضه، حيث استطاع أن يجمع (16,600,000 $) في شباك التذاكر العالمية ، وتراجع الفيلم إلى المرتبة الثامنة وقد حققت الإيرادات الفيلم (4,400,000 $) في شباك التذاكر العالمية ، حيث استطاع أن يجمع مجمل إيرادات وصلت إلى (40,400,000 $). وقال إيفرون: 
| زاك إيفرون | إنه لأمر مدهش، لقد تعرفنا إليهما ووجدنا أنهما ذكيان جدا، الأمرلا يتعلق فقط بقصة حقيقية تحولت إلى سيناريو ثم إلى فيلم، هذان الرجلان هما حقا رائعان وذكيان. | زاك إيفرون |

وفي عام 2017 سيؤدى إيفرون دور البطولة في فيلم روائي طويل يدعى The Masterpiece أمام جيمس فرانكو، ديف فرانكو، سيث روغن، جوش هوتشرسن، براين كرانستون، زاك براف والممثلات أليسون بري، كيت ابتون، شارون ستون، جاكي ويفر ، والفيلم من إخراج الممثل جيمس فرانكو. وسينضم إيفرون في الفيلم الكوميدي Baywatch، الذي يعد إعادة إنتاج لمسلسل تليفزيوني شهير يحمل نفس الاسم بدأ عرضه في أواخر الثمانينيات وحتى 2001، أمام المصارع المحترف والممثل دوين جونسون والممثلات ألكسندرا داداريو، بريانكا تشوبرا. وقصة الفيلم تتحدث عن حارس الإنقاذ «ميتش بوشانون» (دوين جونسون) الذي يتصادم مع حارس الإنقاذ الجديد «مات برودي» (زاك إيفرون) في بداية عملهما معًا للتنافس من أجل الحصول على وظيفة حارس إنقاذ الشاطئ، قبل أن يتحدا معًا لكشف خطة عصابة إجرامية محلية تهدد مستقبل شاطئ كاليفورنيا، ومن المقرر أن يتم التصوير في مدينة ميامي، سافانا، والأمريكتان. والفيلم من إخراج سيث جوردن. وفي عام 2017 سينضم إيفرون في الفيلم الأستعراضي The Greatest Showman أمام الممثل الأسترالي هيو جاكمان والممثلات ريبيكا فيرغسون، ميشيل ويليامز ولأول مرة المغنية الأمريكية زيندايا. وقصة الفيلم تتحدث عن الفنان الاستعراضي الأمريكي (بي تي بارنوم)، مؤسس السيرك والذي أصبح جوالًا مشهورًا يسافر عبر الدول ويقدم فنه، والفيلم من إخراج مايكل غرايسي.

## اهتماماته الخاصة

### حياته الخاصة

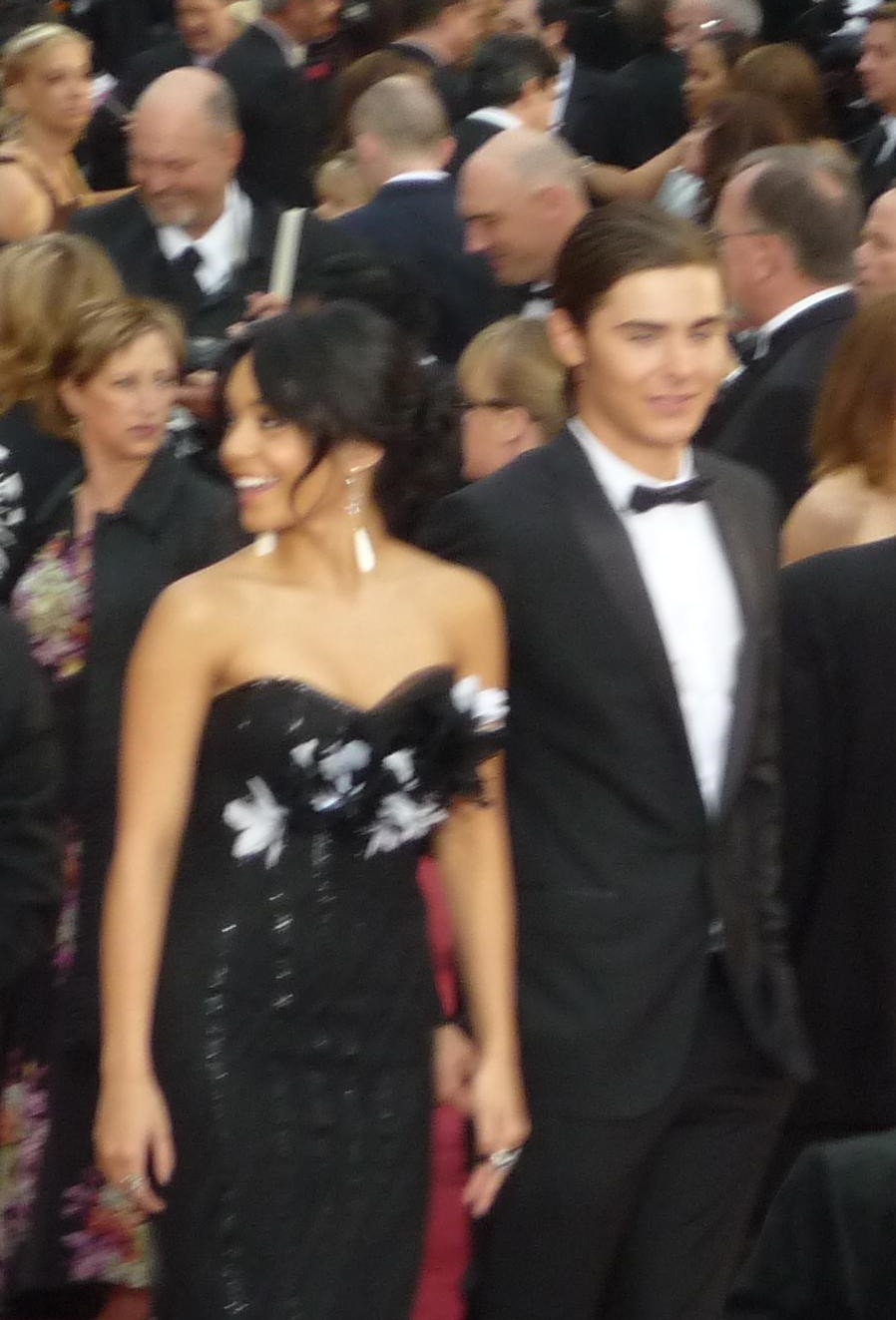
زاك إيفرون بجانب صديقته السابقة (فانيسا هادجنز) في (حفل توزيع جوائز الأوسكار الحادي والثمانون).

يفضّل زاك التزلج على الجليد وتسلق الصخور وعزف البيانو وركوب الخيل والاستمتاع بشاطئ البحر وممارسة الغولف. يعتبر زاك إيفرون من أشد المعجبين بفريق نادي ريال مدريد الملكي لكرة القدم  وأيضاً فريق لوس أنجلوس ليكرز لكرة السلة. هناك العديد من الأشياء التي يتميّز بها زاك ايفرون وإطلالاته الوسيمة، ومن أهمّ العوامل التي تقف وراء إطلالة النجم بشرتُه المخملية، التي تكاد تخلو من المسامات؛ ما ينعكس على إطلالته خلال ظهوره على الشاشة. يتّبع زاك روتيناً معيناً، يساعده على جعل بشرته على هذا النحو، ولاسيما أنه من أصحاب البشرة الدهنية. ورغم أنَّ فريقاً كاملاً يشرف على إطلالة زاك على الشاشة، إلا أنه يقوم بنفسه باتخاذ بعض التدابير، ليظهر في أفضل إطلالة يراها جمهوره. ولاشك في أنَّ بشرة زاك المشرقة هي نتيجة اتباعه حياة صحية تماماً. ولقد خضع زاك إيفرون لجراحة تجميلية في أنفه وذلك بسبب ظهور قصبة أنفه أصغر مما كانت عليه في صوره القديمة وكذلك فتحتي أنفه بدت أقل اتساعا مما كانت عليه في الماضي والتفسير الوحيد لذلك هو جراحة الأنف التجميلية، وبالرغم من ذلك فإنه لا أحد تقريبا يتحدث عن خضوع زاك لجراحة تجميلية في الأنف كما حدث في حالة الممثلة آشلي تيسديل والسبب هو خضوعه لهذه العملية في بداية مسيرته الفنية وقبل أن تبدأ شهرته في التزايد. في 8 يوليو عام 2016 كشف زاك إيفرون، تفضيله لقراءة كُتبُ القصص المصورة وألعاب الفيديو عن المواعدة والعلاقات العاطفية نظرا لكونه فاشل رومانسيا حسب وصفه ، وقال إيفرون لمجلة TMZ الأمريكية أنه خاض عدة تجارب عاطفية مع عدد كبير من الشابات المشهورين والغير عاملين بمجال الفن ولكنه لم يجد بعد من يشبهه في التفكير.
في عام 2007 ذكرت مجلة بيبول الأمريكية أن زاك إيفرون كان يواعد الممثلة والمغنية فانيسا هادجنز أثناء تصوير فيلم هاي سكول ميوزيكال في عام 2005. تواعدا لفترةٍ طويلة وشغلا جمهورهما بأخبارهما الغرامية؛ وبعد قصة حب خيالية. في ديسمبر عام 2007 قام زاك إيفرون بشراء سيارة «أودي اس 4» ثم أهداها لصديقته فانيسا هادجنز بمناسبة عيد ميلادها التِاسْعَ عَشَرَ. وفي سبتمبر عام 2011 إنفصل الثنائي بحجة أنّهما كبرا وأصبحا شخصين مختلفين. في فبراير عام 2012 التقطت عدسات كاميرات الباباراتزى للنجم زاك إيفرون حين حضر حقل الأفتتاح العرض الأول لفيلمه رسوم متحركة ثلاثي الأبعاد لوراكس في لوس أنجلوس، هوليوود. فبينما كان يسير على السجادة الحمراء والكثير من المصورين يلاحقونه بسبب سقط من جيبه عازل ذكري أمام الجميع. ورغم الإحراج لكن النجم زاك إيفرون تقبل الفضيحة بهدوء. وعندما سأله أحد المذيعين لاحقا عن شعوره في تلك اللحظات قال بأبتسامة: لقد قمت على الأقل بتقديم نصيحة ورسالة للجميع حول أهمية ممارسة الجنس بأمان ودون تعريض الشخص لخطر انتقال عدوى. واضاف ضاحكا: عادة لا أفحص جيوبي قبل الذهاب لأي مكان لكني من الآن فصاعدا تعلمت الدرس ولن أكرر هذا الخطأ.
في عام 2013 أشاد النجم توم هانكس بقرار زاك إيفرون الخاص بذهابه إلى أحد مراكز التأهيل للعلاج من الإدمان. وفي نفس السنة ذكرت عدد من التقارير دخول إيفرون لمركز التأهيل وذلك بسبب إدمانه للكحول، وذلك حسبما ذكر موقع (بالإنجليزية: E! News)، وهو عكس ما أشارت إليه تقارير أوردها موقع تي ام زي، والتي ذكرت أن إيفرون كان يُعاني من إدمان الكوكايين، ومع ذلك فإن عدد من المصادر المُقربة من النجم ذو الخمس وعشرون عاماً قد أكدت أن صحة إيفرون بخير وأنه سعيد بذلك ويُركز حالياً على عمله فقط. بعد ذلك خرج زاك إيفرون عن صمته بعد ظهور بعض التقارير التي تؤكد خضوعه منذ خمسة أشهر تقريباً للعلاج في أحد مراكز التأهيل في لوس أنجلوس ، وقد شكر زاك معجبيه من خلال حسابه على موقع (بالإنجليزية: WhoSay) بسبب دعمهم له.
في أبريل عام 2013 تعرض زاك إيفرون، لإصابة في معصمه خلال تصوير أحدث أفلامه. وأفاد موقع تي ام زي تي في الأميركي، ان دور إيفرون السينمائي الجديد في فيلم نحن أصدقاؤك الذي يصور في لوس أنجلوس، تسبب له بألم شديد جراء إصابته في معصمه. في 30 أبريل عام 2013 استضافت الإعلامية اللبنانية ريا أبي راشد زاك إيفرون في برنامجها سكوب مع ريا ضمن فقرة Scoop Exclusive، الذي كشف سر العلاقة بينه وبين «قوات مشاة بحرية الولايات المتحدة»، فأخبرها أنه تسني له التكلم مع كثير من جنود مشاة البحرية الأمريكية «المارينز» في معسكر «بندلتون» الموجود بالقرب من المكان الذي تربي فيه، ليساعده ذلك في دوره في فيلمه الجديد «المحظوظ». وفي نفس السنة أصيب زاك إيفرون بكسر في فكه، جراء انزلاقه في منزله. ونقل موقع (تي ام زي تي في) الأميركي عن إيفرون، قوله إنه انزلق بسبب تواجد كمية من المياه على الأرض ما أدى إلى كسر في فكه وإصابته بجرح بالغ استدعى تقطيبه. يشار إلى أن إيفرون خرج حديثاً من مركز إعادة تأهيل اختار طوعاً الدخول إليه للتخلص من الإدمان على الكوكايين. في ديسمبر عام 2013 كشف زاك إيفرون عن الستة أشهر التي قضاها في مصحة للعلاج من الإدمان، حيث ظهر في إحدى مباريات كرة السلة مرتدياً سلسلة زرقاء مكتوب عليها (بالإنجليزية: AA) وهو رمز لقضاء شخص في مصحة لمدة ستة أشهر بعيداً عن الكحول والمخدرات. بعد أقلّ من سنة على تلقّيه العلاج للتخلّص من إدمان المخدّرات والكحول، قرّر زاك إيفرون الانتقال للعيش في منزل جديد، الذي بلغت قيمته (أربعة ملايين $)، سيكون المأوى الجديد له بعيدًا عن مراكز التأهيل ويقع المنزل في حيّ فيليز في لوس أنجلوس. في أكتوبر عام 2013 بدأ زاك في مواعدة الممثلة ليلى كولينز أثناء زيارتهما ديزني لاند. وفي نفس السنة ذكر أيضاً موقع (بالإنجليزية: Us Weekly) الأمريكي أن الممثلة الأمريكية بريتاني سنو هي من أفضل أصدقائه. وفي نفس الشهر احتفل زاك إيفرون بعيد ميلاده السادس والعشرين في حفل صغير في هوليوود بولاية كاليفورنيا، وقد اقتصر على أصدقائه الفنانين المقربين كبطل سلسلة الشفق الممثل الشاب روبرت باتينسون.
في يناير عام 2014 أكد زاك إيفرون، انه سعيد وأفضل من أي وقت مضى، بعد تمضية فترة بمركز إعادة تأهيل تلقى فيها علاجاً من الإدمان على المخدرات. وقال إيفرون، لموقع (بيبول) الأميركي، على هامش مؤتمر صحافي في نيويورك للإعلان عن فيلم جديد، «أنا سعيد جداً وأشعر أنني في مكان رائع ويسعدني المشاركة بهذه اللحظة مع الجميع». وأضاف «كانت السنة الماضية مثيرة للاهتمام، تعلمت فيها الكثير، والأفضل أنني تمكنت من التفكير بتجاربي وتنبهت إلى كل ما تعلمته وبت أعرف نوع الرجل الذي أريد أن أكونه». وشدد على أنه عازم على المضي قدماً واستخدام الفترة المليئة بالتحديات من حياته حتى يكبر. يشار إلى أن إيفرون قضى مؤخراً فترة في مركز إعادة تأهيل ذكرت المصادر أنه من أجل تلقي العلاج من الإدمان على المخدرات. في مارس عام 2014 تعرض زاك إيفرون للضرب عند مروره مع حارسه الشخصي في أحد الأحياء التي تعرف باضطراباتها وكثرة وجود العصابات، في مدينة لوس أنجلوس. وبحسب موقع «تي ام زي» فإن الممثل الشباب تلقى ضربة عنيفة في وجهه. في أبريل عام 2014 ذكرت وسائل الاعلام الاجتماعية الأمريكية أن زاك إيفرون يواعد الممثلة هالستون سيج أثناء زيارتهما لمباراة فريق لوس أنجلوس ليكرز لكرة السلة.
في يوليو عام 2014 بدأ زاك في مواعدة الممثلة العالمية ميشيل رودريغز أثناء زيارتهما في إيطاليا ، حيثُ ذهبَ إلى جزيرة سردينيا وقضوا عطلتهم في شواطئ البحر الأبيض المتوسط ، والتقطت عدسات كاميرات الباباراتزى صورًا لزاك إيفرون مع النجمة ميشيل رودريغز، أثناء خروجهم معًا في نزهة خيل رومانسية، في جزيرة سردينيا الإيطالية، وبدا الثنائي سعداء للغاية معًا ؛ بعدَ حواليْ شهرين على العلاقة العاطفيةَ التي جمعتهماَ، أكدت وسائل الاعلام الاجتماعية بانتهاء العلاقة بينهما. في 30 يوليو عام 2014 برر زاك إيفرون إدمانه للمخدرات بتراجع العلاقات الاجتماعية في حياته، مؤكداً أن ذلك ليس له علاقة بعمله كممثل. في 24 أكتوبر عام 2014 احتفل زاك إيفرون بعيد ميلاده السابع والعشرين خلال قضائه عطلة نهاية الأسبوع في أمستردام، حيث شاركته الاحتفال صديقته سامي ميرو ، وبعد ذلك أكدت وسائل الاعلام الاجتماعية في بداية العلاقة بينهما. في نوفمبر عام 2014 قام زاك إيفرون بشراء حيوان منزلي ثم أهداه لصديقته سامي ميرو.
في 1 يونيو عام 2015 استضافت الإعلامية اللبنانية ريا أبي راشد مرة أخرى زاك إيفرون في برنامجها سكوب مع ريا ضمن فقرة Scoop Exclusive، سألته ريا عن أسوأ أنواع الجيران الذين قابلهم؛ خاصة وأنه نجم هوليوود شهير؛ فأجابها إيفرون: أن أسوأ هؤلاء الأشخاص ليسوا جيراناً بالمعنى المتعارف عليه. في 27 يونيو عام 2015 ظهرت مجموعة من الصور التقطتها عدسات كاميرات الباباراتزي، للنجم زاك إيفرون وبصحبته النجمة العالمية آنا كيندريك ، وكان الثنائي العالمي يستمتعان بوقتهما معا أثناء قضاء عطلة نهاية الأسبوع في أواهو بجزر هاواي ، وسط مجموعة من أصدقائهما. في 21 أغسطس عام 2015 حضر النجم زاك إيفرون العرض الأول لفيلمه نحن أصدقاؤك في لوس أنجلوس، هوليوود. وكان إيفرون برفقة صديقته سامي ميرو وهي من نفس عمره 27 عاماً. وذكرت وسائل الاعلام الاجتماعية ان الثنائي يتواعدان منذ سنة ولكن نادراً ما يطلان سوياً في مناسبات فنية عامة. في 8 سبتمبر عام 2015 يحتفل زاك إيفرون بمرور سنة على علاقته بحبيبته سامي ميرو، فقد كتب زاك لسامي عبر صفحته على أحد مواقع التواصل الاجتماعي:«عيد سعيد حبيبتي، أحبك»، اما سامي فكتبت:«الوقت يمر بسرعة حين نكون مستمتعين، أحبك ايضاً». في 27 سبتمبر عام 2015 نشرت مجلة Star الأمريكية تقريراً ذكرت فيه أن الممثل زاك إيفرون يواعد حالياً المغنية والممثلة سيلينا غوميز وأنهما قد ذهبا معاً للأحتفال في وقت سابق في أحد النوادي الليلية في مدينة أتلانتا في ولاية جورجيا ، وقالت سيلينا غوميز في موقع Gossip Cop الأمريكي، بأنها لم تواعد الممثل زاك إيفرون وأنها لم تذهب بصحبته للأحتفال. في 13 أكتوبر عام 2015 ذكرت وسائل الاعلام الاجتماعية الأمريكية أن زاك إيفرون هو واحد من أصغر الممثلين وأكثرهم وسامة في هوليوود، إلا أنه فضل أن يكون عازبا حتى الآن.
في 3 يناير عام 2016 نشر زاك إيفرون، صورة له وهو عاري الصدر مع حبيبته على حسابه الشخصي بموقع التواصل الاجتماعي «الإنستغرام». كان إيفرون يرتدي المايوه فقط خلال قيامه برحلة ممتعه مع حبيبته «سامي ميرو»، التي كانت ترتدي بدورها سروال قصير وبلوزة باللون الأسود في آسيا بعد عودتهما من إجازة في اليابان وفيتنام، والتقط «زاك إيفرون» تلك الصورة، وهو يمسك بيد حبيبته بشكل رومانسي في قارب وسط البحيرة ونظر لها بشكل رومانسي ومحب. في 19 يناير عام 2016 كتب زاك إيفرون على حسابه الشخصي بموقع التواصل الاجتماعي «تويتر» في يوم 19 يناير:«أنا ممتن لأمرين اليوم هما مارتن لوثر كينغ جونيور و10 مليون متابع». ولكن تعرض زاك لهجوم كبير للمقارنة بين الأمرين وسرعان ما حذف الأمر وكتب:"لدي كل الإعجاب والاحترام للدكتور مارتن لوثر كينغ، وأنا أدرك أن ما نشرته كان غير حساس، وأعتذر لأي شخص ربما أكون قد أسأت إليه. آسف جداً". تجدر الإشارة إلى انه في ذلك اليوم كانت الذكرى السنوية الثلاثين لتكريم مارتن لوثر كينغ زعيم الحقوق المدنية. في 15 مارس عام 2016 يعاني زاك إيفرون من «هوس» التقاط الصور بطريقة «السيلفي»، ونشرت الصفحة الرسمية لموقع Funny or Die على موقع التواصل الاجتماعي «تويتر»، فيديو لزاك وهو يلتقط عدة صور بطريقة كوميدية مميزة باستخدامه «العصا الخاصة بالسيلفي» خلال إحدى الأستراحات بتصوير فيلم مايك وديف يحتاجان مواعيد لحفل زفاف، وهو الفيديو الذي لاقى إعجاب عدد هائل من محبي ومعجبي زاك إيفرون. ورددت عدد من المواقع الفنية أن عشق زاك إيفرون لألتقاط الصور السيلفي يضع أي فريق عمل ينضم إليه في مأزق لأنه يضيع الكثير من الوقت في التقاط الصور.
في 25 أبريل عام 2016 انفصل زاك إيفرون عن حبيبته النجمة سامي ميرو نهائيًا وذلك بعد عامين على مرور علاقتهما العاطفية بدون الإعلان عن أي أسباب واضحة، بحسب ما ذكرت وسائل إعلام أمريكية. وما أكد خبر الانفصال هو قيام إيفرون بمحو كلّ الصور التي تجمعه بـ سامي على أحد مواقع التواصل الاجتماعي ، كما أنه توقف عن متابعتها عبر صفحاته الخاصة. وفي المقابل، لم تقدم سامي على أيّ خطوة مماثلة، ولم تُزل أيّ صورة تجمعها بحبيبها، الذي ارتبطت به منذ سبتمبر 2014. يذكر أن آخر إطلالة علنية للثنائي زاك ايفرون وسامي ميرو كانت في «حفل توزيع جوائز إم تي في السينمائي 2016» منذ أسبوعين. في يوليو عام 2016 يعتبر زاك إيفرون من أبرز أصدقاء الملياردير الإيطالي جيانلوكا فيالي الذي ظهر معه في أكثر من مناسبة رياضية. في 9 أغسطس عام 2016 أكدت وسائل الاعلام الاجتماعية عن لاعبة الجمباز الفني الأمريكية سيمون بايلز، بأنها حققت حلمها بلقاء نجمها المفضل زاك إيفرون الذي سافر إلى ريو دي جانيرو البرازيلية ليراها تحديداً، بعد أن نسّقت المذيعة الأمريكية من أصل مصريّ هدى قطب اللقاء بينهما بعد طول انتظار. وأصبحت اللاعبة البالغة من العمر 19 عاماً من أبرز الوجوه الرياضية الشابة في «الألعاب الأولمبية الصيفية 2016»، بعد أن حصدت 4 ميداليات ذهبية في رياضة الجمباز، كان آخرها يوم الثلاثاء 16 أغسطس 2016، في نهائيات الجمباز الأرضي. وفوجئت بايلز، بعد تقلّدها الميدالية ووقوفها على منصّة المركز الأول لرابع مرة في أسبوع، بأنّ إيفرون البالغ من العمر 28 عاماً حضر لتهنئتها شخصياً. والأهمّ أنّها احتفلت بوجوده بنشر صورة لهما على تويتر، وهو يطبع على خدّها قبلة، معلّقة: «أحيطكم علماً.. لقد قبّلني على خدّي». ومن باب الطرافة، ردّ خطيبها آرثر ماريانو على زاك إيفرون فور انتشار الصورة، وقال: «أنا رأيتها أولاً.. إنها فتاتي»، وكانت بايلز قد أبدت إعجابها بالممثل إلى الحدّ الذي جعلها تحتفظ بتمثال مصنوع من الكرتون بالحجم الطبيعي لأفرون في غرفتها. وقالت لمجلة بيبول الأمريكية: «أنا معجبة بزاك إيفرون لأنه وسيم جداً، وبلغني أنه لطيف أيضاً». كما اعترفت بوجود مجسّم له في غرفتها، وأنها كانت تقبّل المجسّم على الخدّ في بعض الأحيان، واصفة ما تقوم به «بالغريب»، حسب تعبيرها.

### أنشطة أخرى
في عام 2008 صُنِّف إيفرون ضمن قائمة فوربس لأقوى المشاهير  وقد احتل المرتبة الثانية والتسعين بسبب أرباحه التي تبلغ (خمسة مليون $) من نهاية يونيو 2007 إلى نهاية يونيو 2008. وفي 5 أبريل 2009 بلغت ثروة زاك إيفرون نحو (عشرة ملايين $). وفي 28 مايو 2015 بلغت ثروة زاك إيفرون نحو (ثمانية عشر مليون $). في مارس 2009 ظهر إيفرون في غلاف مجلة إنترفيو الألمانية. وجسده ملطخ بالوحل إلى جانب امرأة «عارية»، حيث يقول إنه قرر أن يضفي تغييرا على مسيرته الفنية، بحسب وكالة الأنباء الألمانية في يوم الثلاثاء في 17 مارس 2009. وقال إيفرون لغاس فان سانت مخرج فيلم «ميلك» في الحوار الذي نشرته مجلة إنترفيو الألمانية «كل خطوة أقدمت عليها في الماضي كانت تخلو من أي مخاطرة.. وكان ذلك عظيما لفترةٍ من الوقت.. لكنني أبحث عن مكان أغتنم فيه الفرص». وقال إيفرون في نفس الحوار «أغلب المخرجين الذين أود العمل معهم لا يعرفونني.. ربما (يعرفني) بناتهم». في عام 2010 صُنِّف إيفرون ضمن الرجال العشر الأكثر أناقة هذا العام. في فبراير عام 2014 لم يخف زاك إيفرون إعجابه بملك البوب الراحل مايكل جاكسون، وذلك عندما قرر تقليد رقصته الشهيرة (بالإنجليزية: Moonwalk) في فيديو قصير نشره لمتابعيه عبر الإنستغرام، ليذكر الجمهور بأدائه لرقصة مثله الأعلى مايكل جاكسون. في مارس عام 2014 أكد زاك إيفرون في حوار له مع قناة إم تي في، أن ثمة مفاوضات معه للمشاركة في بطولة الجزء القادم من سلسلة أفلام الخيال العلمي الشهيرة حرب النجوم. وفي نفس السنة أعرب زاك إيفرون عن رغبته في بطولة جزء جديد من فيلم ديزني الموسيقي هاي سكول ميوزيكال، مؤكدًا أنه مازال على صلة بكل أبطال الفيلم. في أبريل عام 2014 حاز زاك إيفرون في حفل جوائز إم تي في للأفلام بجائزة «أفضل قميص» ، وهي الجائزة التي يتم منحها لصاحب أفضل جسد بدون قميص، حيث أشارت المغنية البريطانية ريتا أورا التي أعلنت فوزه بهذه الجائزة أن إيفرون يتمتع بجسد رشيق ومميز في معظم إطلالته الذي يكشف فيها عنه. في أبريل عام 2014 صُنِّف إيفرون ضمن قائمة الجنس للمغنية ليندزي لوهان وأيضاً تضمنت القائمة أكثر من 36 اسم من بينهم جيمس فرانكو وأشتون كوتشر وكولين فاريل وخواكين فينيكس والراحل هيث ليدجر والمغني جستين تيمبرلك.
في يوليو عام 2014 في مقابلة أجراها مؤخرًا مع مجلة ميترو البريطانية، حيث تطرقّ في حديثه إلى استحالة وقوعه في الحبّ نظرًا لضيق وقته وانشغالاته الكثيرة. وقال إيفرون: لأنّني ممثّل، لاشكّ في أنّني ألجأ إلى المغامرة. ونتعرّض في مهنتنا للعديد من الأنفعالات والأضطرابات المفاجئة التي لانتوقّعها في كثير من الأحيان. لذا لا أريد توريط نفسي في علاقة عاطفية إن كنت لا أستطيع التفرّغ لحبيبتي مئة بالمئة وبنحوً كامل. كذلك لم يتردّد زاك إيفرون في مقارنة نفسه بشخصية «جيسون» التي جسّدها في فيلم تلك اللحظة المحرجة، في إشارة إلى علاقاته الفاشلة أحيانًا مع النساء، بحيث قال إيفرون: هذا الفيلم هو لمحة عمّا يمكن أن تكون حياة شابّ ينتمي إلى الجيل نفسه الذي أنتمي إليه والذي يخرج في موعد غراميّ. الأمر سيكون في غاية الصعوبة، خصوصًا حين نكون في عزّ شبابنا ولا نزال في طور بناء المستقبل ووضع أسس حياتنا. في عام 2014 صُنِّف إيفرون ضمن قائمة أكثر ممثلى هوليوود وسامة وشعبية في عام 2014، وقد احتل المرتبة الثالثة. في عام 2015 صُنِّف إيفرون ضمن قائمة فوربس لأقوى المشاهير، وقد احتل المرتبة الثالثة بسبب أرباح عمله جيران التي تبلغ (خَمْسِينَ مليون $) في شباك التذاكر العالمية في أربعة أيام فقط. في فبراير عام 2015 نشر إيفرون على حسابه على موقع الإنستغرام صورة له وهو طفل في الثالثة من عمره، وعلق عليها قائلاً: أهدي تلك الصورة لمغامر النينجا الخارق، في إشارة لصورته وهو طفل يرتدي ملابس النينجا. في أبريل عام 2015 حاز زاك إيفرون في حفل جوائز إم تي في للأفلام بجائزة «أفضل ثنائي كوميدي» بجانب الممثل ديف فرانكو ، وهي الجائزة التي يتم منحها لأفضل ثنائي متواصل في الفيلم الكوميدي جيران.
في يوليو عام 2015 قام زاك إيفرون بمغامرة مميّزة حيث قفز من الطائرة وهي الرياضة التي تعرف باسم SkyDive، وهي التجربة الأولى لزاك إيفرون الذي صرخ خلالها بدلاً من ان يغني هذه المرة. وفي 19 سبتمبر 2015 ذكرت بعض وسائل الاعلام الاجتماعية، يتشابه زاك إيفرون مع كيفن فولاند لاعب فريق نادي هوفنهايم الألمانى لكرة القدم ومنتخب ألمانيا لكرة القدم. في 27 سبتمبر عام 2015 أثبت الممثل زاك إيفرون أنه ربما يمتلك أفضل جسد بين ممثلي هوليوود، وذلك في الصور التي انتشرت له من موقع تصوير فيلمه الجديد جيران 2: صعود نادي الفتيات، واستعرض زاك إيفرون عضلات بطنه الثمانية في مشهد راقص في الفيلم والذي ربما سيكون على غرار فيلم Magic Mike لتشانينج تيتوم. وظهر زاك إيفرون في اللقطات وهو يرقص ويتعرى أمام مجموعة من الجمهور وهو يرتدي بنطال رياضي، وذلك قبل أن يخلعه ويصبح بـ «شورت» برتقالي فقط. حسب ما ورد بموقع Just Jared الأمريكي. من المعروف أن صاحب 27 عاماً اشتهر في سلسلة أفلام هاي سكول ميوزيكال مع فانيسا هادجنز، ويواعد حالياً خبيرة ا لأزياء سامي ميرو. وليس غريبا أن يبذل زاك إيفرون هذا المجهود في صالة كمال الأجسام من أجل جسد منحوت، وذلك بعد أن أعلن عن انضمامه في جزء جديد من مسلسل Baywatch. في 30 سبتمبر عام 2015 تميّز الممثل العالمي الوسيم زاك إيفرون بتسريحة شعره الجديدة تسمى بالفرق الجانبي، بالإضافة إلى جورج كلوني وليوناردو دي كابريو. وتتميّز هذه التسريحة بتخفيف الشعر أكثر على جانب واحد لإعطاء منطقة أعلى الرأس الأهمية اللازمة. في 20 أكتوبر عام 2015 كشف متحف مدام توساد واشنطن النقاب عن تمثال شمعي لزاك إيفرون بمناسية عيد ميلاده الثامن والعشرين ، وبذلك انضم إيفرون إلى كل من المغنين جستن بيبر ومايلي سايرس. وذكرت وسائل الاعلام الاجتماعية يوجد أيضا تمثال شمعي لزاك إيفرون في متحف مدام توساد لندن، ويعتبر أول متحف شمعي يقوم بعمل تمثال شمعي لزاك إيفرون في عام 2010. في عام 2015 صُنِّف إيفرون ضمن أجمل رجال العالم لهذا العام.

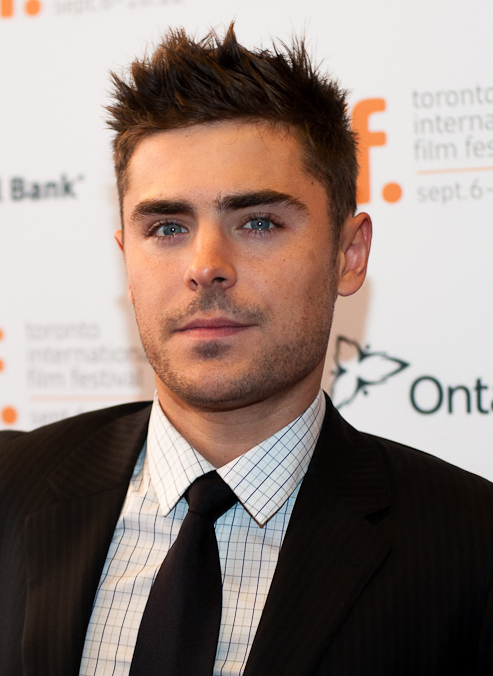
إيفرون في العرض الأول لفيلم "موزع الصحف" في مهرجان تورونتو السينمائي الدولي، 14 سبتمبر في عام 2012.

في 20 يناير عام 2016 استطاع فيلمه المشترك بينه وبين الممثل العالمي روبرت دي نيرو والمعروف بأسم Dirty Grandpa في شباك التذاكر في الولايات المتحدة الأمريكية، وتحقيقه (33,000,000 $) في سجل الإيرادات، التقى زاك إيفرون بالنجم العالمي روبرت دي نيرو، في لقاءٍ تلفزيوني، قدَّم خلاله روبرت دي نيرو عدة نصائح للممثلين الشباب من خلال إعداد «الشطيرة». ووفقًا للفيديو الذي نشره موقع Funny Or Die، قال روبرت دي نيرو لزاك إيفرون: «التقط شريحتين من خبز التوست، هذا الخبز سيكون المشهد الذي عليك تمثيله، وسوف تصنعه بنفسك». واستمرارًا لنصائحه، أمر روبرت دي نيرو الممثل زاك إيفرون بعدم المبالغة في وضع صوص الخردل والمايونيز، مُشبِّهًا إياهما بتعقيد الشخصية التي يؤديها الممثل، ويجب أن يكونا متوازنين دون مبالغة. وتابع دي نيرو قائلا: «والآن سنبدأ في الاستعداد للمشهد الرئيسي. التقط شريحتين من لحم الديك الرومي، وضعهما في الساندوتش. لا تبالغ في وضع شرائح الديك الرومي، إنها نصيحة قالها يومًا الممثل داني داي لويس». وعلَّق زاك إيفرون على هذا بقوله: «هذه نصيحة عبقرية»، لكنه سرعان ما اعترض على إحدى توجيهات روبرت دي نيرو في إعداد الساندوتش، فنبَّهه إلى ضرورة اتباع التعليمات. وواصل زاك إيفرون اعتراضاته على إضافة بعض المكونات المتضاربة للشطيرة، قائلًا: «هذا شيء مقرف»، فأجابه روبرت دي نيرو: «لا تحكم أبدًا على تصرفات الشخصيَة التي تؤديها، جسِّدَها فحسب». ولمَّا انتهى زاك إيفرون من صنع الساندوتش قال روبرت دي نيرو: «دعنا نجرب طعم تمثيلك إذن»، وفور تذوق الشطيرة قال: «هذا جيد، إن طعمه أفضل مما يبدو عليه». وتلقى زاك إيفرون هذا بسعادة، فقال روبرت دي نيرو مُستلهمًا أجواء فيلمهما الكوميدي الأخير: «أنت جيد ومناسب للمستوى التالي من التعليم. الآن ستذهب لإحضار ملابسي من التنظيف الجاف».
في 26 مارس عام 2016 أكدت وسائل الاعلام الاجتماعية أن ليس بالأمر الغريب أن ينبهر جمهور الممثل الشاب زاك إيفرون خاصة وأنه سبق أن ظهر عاري الصدر في أكثر من صورة له، لكن هذه المرة الأمر مختلف. زاك هذه المرة ظهر بعضلات مفتولة للغاية خلال تواجده في موقع تصوير Baywatch الذي سيعود قريبا، لكن هذه المرة على الشاشة الكبيرة. ويبدو أن زاك إيفرون فخور جدا بعضلات بطنه الثمانية، وخير دليل على ذلك أنه نشر بنفسه صورته التي التقطها أحد مصوري المشاهير، عبر حسابه على موقع التواصل الاجتماعي «الإنستغرام». وعلق زاك على الصورة: «بصراحة خضت وقتا عصيبا مع مصوري المشاهير لكن تحياتي لهذه يا صاح». كما ظهر إيفرون في صور أخرى من موقع تصوير المسلسل في ميامي وهو يتسلق أحد الحبال ويظهر خلالها عضلات جسده المفتولة. وكان زاك قد نشر منذ شهر صورة له على موقع موقع التواصل الاجتماعي «الإنستغرام» وهو يمرن عضلاته من أجل الدور، وعلق عليها: «الظهر وعضلة الذراع من أجل Baywatch». ويبدو أن زاك لا يستخف بالدور الذي يقدمه في الفيلم، والذي من المقرر أن يقدم شخصية مات برودي التي سبق أن قدمها الممثل ديفيد شارفيت في المسلسل الشهير. في 19 مايو عام 2016 أكدت وسائل الاعلام الاجتماعية عن زاك إيفرون، من أشهر فقراته في برنامج الليلة بطولة جيمي فالون ، لعبة «حرب الماء» التي لعبها مع النجم جيمي فالون، حيث يبدأ كل منهما بسحب «ورق لعب» والذي يملك الرقم الأكبر يبدأ بسكب الماء على الطرف الآخر. في 18 أكتوبر عام 2016 احتفل النجم الأسترالي هيو جاكمان، بعيد ميلاد زاك ايفرون، بموقع تصوير فيلمهما الجديد The Greatest Showman وغنى هيو جاكمان لزاك إيفرون، أغاني أعياد الميلاد بشكل فاجأ الحاضرين بقدرات هيو جاكمان، الكبيرة في الغناء. وقام هيو جاكمان، بنشر صور الأحتفال على حسابه الخاص على موقع الإنستغرام والتي شهدت تفاعلا كبيرا من قبل متابعيه.

## العمل الخيري
في عام 2011، تبرّع إيفرون بمجموعة كبيرة من ملابسه لمساعدة الأولاد والمراهقين المحتاجين. وذكرت صحيفة «سان لويس أوبيسبو تريبيون» الأميركية ان إيفرون تبرّع بأكثر من 300 قطعة من ملابسه لمنظمة «موارد الأطفال الخيرية» التي تُعنى بالمراهقين والأولاد المشردين. واعترفت المديرة التنفيذية للمنظمة ليزا راي بأنها صرخت مثل أي مراهقة من عمرها عندما أحضر إيفرون الملابس إليها. وقالت ليزا راي للصحيفة «تعني الهدية الكثير؛ فالأمر لا يقتصر فقط على الملابس بل على تقديم شيء مميز يفتقر إليه أولاد آخرون، وهذا يؤكد ان الكثير من الأشخاص يهتمون». وأكدت ان الأولاد الذي سيحصلون على الملابس سيعرفون أنها كانت تخص إيفرون.
في مايو عام 2015 شارك إيفرون في الحدث السنوي الخيرى المعروف باسم «يوم الأنف الأحمر» ، وهي أول حملة تبرعات عبر التلفزيون في الولايات المتحدة. في أكتوبر عام 2016 شارك إيفرون في حملة توعية ضد أستغلال الأطفال حول العالم تحت اسم Polished Man Nail-Painting Campaign، وهي تعني طلاء الرجال أظافرهم بـ«المانكير» لتوحيد هدفهم السامي تجاه الأطفال. ونشر إيفرون صورته عبر حسابه على «الإنستغرام» معبرا عن فخره بتلوين أظافره لدعم هذا الهدف النبيل؛ ولكنه يطالب العالم بإنقاذ الأطفال مما يواجه من ظلم قبل بلوغهم الـ18 من عمرهم، وشارك أيضا في هذه الحملة الممثل الأسترالي كريس هيمسوورث وشقيقه الممثل ليام هيمسورث والممثل الأمريكي جيمس مارسدن.

## السيرة الفنية
| السنة | التلفزيون                     | بالإنجليزية                   | الدور                      |
| ----- | ----------------------------- | ----------------------------- | -------------------------- |
| 2002  | فاير فلاي                     | Firefly                       | الشاب سيمون تام            |
| 2003  | صحيفة الغارديان               | The Guardian                  | لوقا توميللو               |
| 2003  | إي آر                         | ER                            | بوبي نيفيل                 |
| 2005  | سمرلاند                       | Summerland                    | كاميرون بال                |
| 2005  | سي إس آي: ميامي               | CSI: Miami                    | سيث داوسون                 |
| 2005  | البديل                        | The Replacements              | ديفي هونكيرهوف             |
| 2005  | روم رايديرز                   | Room Raiders                  | نفسه                       |
| 2006  | السرقة                        | Heist                         | رجل تسليم البيتزا          |
| 2006  | ذا سويت لايف أوف زاك أند كودي | The Suite Life of Zack & Cody | تريفور                     |
| 2006  | إن سي آي إس                   | NCIS                          | داني                       |
| 2008  | الدجاجة الآلية                | Robot Chicken                 | صوت شخصية: بيلي جويل       |
| 2009  | الدجاجة الآلية                | Robot Chicken                 | صوت شخصية: هاري بوتر       |
| 2009  | ساترداي نايت لايف             | Saturday Night Live           | نفسه                       |
| 2009  | انتوريج                       | Entourage                     | نفسه                       |
| 2010  | الدجاجة الآلية                | Robot Chicken                 | صوت شخصية: أنكين سكاي ووكر |
| 2014  | 21 عام: ريتشارد لينكليتر      | 21 Years: Richard Linklater   | برنامج وثائقي: نفسه        |
| 2015  | رجل مقابل البرية              | Running Wild with Bear Grylls | برنامج وثائقي: نفسه        |
| 2016  | الدجاجة الآلية                | Robot Chicken                 | صوت شخصية: دارث فيدر       |

| السنة | الفيلم                                             | بالإنجليزية                                | الدور                 |
| ----- | -------------------------------------------------- | ------------------------------------------ | --------------------- |
| 2003  | عالم ميليندا                                       | Melinda's World                            | ستيوارت واسر          |
| 2003  | العالم الكبير الواسع من كارل لايمك                 | The Big Wide World of Carl Laemke          | بيت لايمك             |
| 2004  | معجزة التشغيل                                      | Miracle Run                                | ستيفن مورغان          |
| 2004  | الثلاثية                                           | Triple Play                                | هاري فولر             |
| 2005  | ديربي الحصان                                       | The Derby Stallion                         | باتريك مكاردلي        |
| 2006  | إذا كنت تعيش هنا، إذا تريد أن تكون في البداية الآن | If You Lived Here, You'd be Home Now       | كودي                  |
| 2006  | هاي سكول ميوزيكال                                  | High School Musical                        | تروي بولتون           |
| 2007  | مثبتات الشعر                                       | Hairspray                                  | لينك لاركن            |
| 2007  | هاي سكول ميوزيكال 2                                | High School Musical 2                      | تروي بولتون           |
| 2008  | هاي سكول ميوزيكال 3: سينيور يير                    | High School Musical 3: Senior Year         | تروي بولتون           |
| 2009  | 17 مرة أخرى                                        | 17 Again                                   | مايك أودونيل (مراهق)  |
| 2009  | أنا واورسون ويلز                                   | Me and Orson Welles                        | ريتشارد صامويلز       |
| 2010  | تشارلي سانت كلود                                   | Charlie St. Cloud                          | تشارلي                |
| 2011  | عشيه رأس السنة الجديدة                             | New Year's Eve                             | بول                   |
| 2012  | المحظوظ                                            | The Lucky One                              | لوجان تيبو            |
| 2012  | لوراكس                                             | The Lorax                                  | صوت شخصية: تيد        |
| 2012  | فنون التحرر                                        | Liberal Arts                               | نات                   |
| 2012  | موزع الصحف                                         | The Paperboy                               | جاك جايمس             |
| 2012  | بأي ثمن                                            | At Any Price                               | دين يبل               |
| 2013  | باركلاند                                           | Parkland                                   | الدكتور تشارلز جيمس   |
| 2014  | تلك اللحظة المحرجة                                 | That Awkward Moment                        | جيسون                 |
| 2014  | جيران                                              | Neighbors                                  | تيدي ساندرز           |
| 2015  | نحن أصدقاؤك                                        | We Are Your Friends                        | كولي كارتر            |
| 2016  | جد قذر                                             | Dirty Grandpa                              | جايسون كيلي           |
| 2016  | جيران 2: صعود نادي الفتيات                         | Neighbors 2: Sorority Rising               | تيدي ساندرز           |
| 2016  | جيران 3: صعود زومبي                                | Neighbors 3: Zombies Rising                | تيدي ساندرز           |
| 2016  | مايك وديف يحتاجان مواعيد لحفل زفاف                 | Mike and Dave Need Wedding Dates           | ديف ستانغل            |
| 2017  | ذا ماستيربيس                                       | The Masterpiece                            | دان غانغيجيان         |
| 2017  | حارس إنقاذ                                         | Baywatch                                   | مات برودي             |
| 2017  | ذا غريتيست شومان                                   | The Greatest Showman                       | فيليب                 |
| 2019  | ذا بيتش بوم                                        | The Beach Bum                              | فليكر                 |
| 2019  | شرير للغاية، صادم للغاية وشرس                      | Extremely Wicked, Shockingly Evil and Vile | تيد بندي              |
| 2020  | سكوب!                                              | Scoob!                                     | فريد جونز (اداء صوتي) |
| 2024  | ريكي ستانيكي                                       | Ricky Stanicky                             | دين                   |

| السنة | الفيلم             | بالإنجليزية         | ملاحظات         |
| ----- | ------------------ | ------------------- | --------------- |
| 2014  | تلك اللحظة المحرجة | That Awkward Moment | المنتج التنفيذي |

## ديسكوغرافيا
عندما كان إيفرون في الحادية والعشر من عمره بدأ يأخذ دروس في الغناء، وتعلم العزف على البيانو، ثم تعلم كيفية العزف على الجيتار. وقام إيفرون بالغناء في عدة أفلام ومنها سلسلة أفلام هاي سكول ميوزيكال وأيضاً في فيلم مثبتات الشعر.

### الموسيقى التصويرية
| العنوان                                            | تفاصيل الألبوم                                                                      | موقف تخطيط الأغنية | موقف تخطيط الأغنية   | موقف تخطيط الأغنية | موقف تخطيط الأغنية | موقف تخطيط الأغنية | موقف تخطيط الأغنية  | موقف تخطيط الأغنية    | موقف تخطيط الأغنية    | موقف تخطيط الأغنية       | موقف تخطيط الأغنية            | الشهادات |
| العنوان                                            | تفاصيل الألبوم                                                                      | الأمريكية          | أفضل ألبوم في أمريكا | أريا               | أوستريا توب 40     | أفضل ألبوم في كندا | أفضل ألبوم في فرنسا | أفضل ألبوم في ألمانيا | أفضل ألبوم في إيطاليا | أفضل ألبوم في نيوزيلاندا | أفضل ألبوم في المملكة المتحدة | الشهادات |
| -------------------------------------------------- | ----------------------------------------------------------------------------------- | ------------------ | -------------------- | ------------------ | ------------------ | ------------------ | ------------------- | --------------------- | --------------------- | ------------------------ | ----------------------------- | --- |
| ألبوم هاي سكول ميوزيكال                            | - الإصدار: 10 يناير 2006 - الصيغة: سي ديه، تنزيل رقمي - الملصق: تسجيلات والت ديزني  | 1                  | 1                    | 1                  | 13                 | 1                  | 6                   | 22                    | 6                     | —                        | 1                             | - أريا: 4× بلاتينيوم - أفضل ألبوم في أستراليا: بلاتينيوم - أفضل ألبوم في ألمانيا: بلاتينيوم - أفضل ألبوم في المملكة المتحدة: 3× بلاتينيوم                     |
| ألبوم مثبتات الشعر (بينه وبين ممثلين مثبتات الشعر) | - الإصدار: 10 يوليو 2007 - الصيغة: سي ديه، تنزيل رقمي - الملصق: وارنر ميوزيك جروب   | 2                  | 1                    | 5                  | 71                 | 2                  | 34                  | —                     | —                     | 7                        | —                             | - الولايات المتحدة: بلاتينيوم |
| ألبوم هاي سكول ميوزيكال 2                          | - الإصدار: 13 أغسطس 2007 - الصيغة: سي ديه، تنزيل رقمي - الملصق: تسجيلات والت ديزني  | 1                  | 1                    | 4                  | 2                  | 1                  | 12                  | 5                     | 1                     | 3                        | 1                             | - الولايات المتحدة: 3× بلاتينيوم - ألمانيا: 3× بلاتينيوم |
| ألبوم هاي سكول ميوزيكال 3: سينيور يير              | - الإصدار: 24 أكتوبر 2008 - الصيغة: سي ديه، تنزيل رقمي - الملصق: تسجيلات والت ديزني | 2                  | 1                    | 4                  | 1                  | 1                  | 6                   | 3                     | 1                     | 1                        | 1                             | - الولايات المتحدة: بلاتينيوم - أستراليا: بلاتينيوم - الإتحاد الدولي للصناعة الفونوغرافية: بلاتينيوم - ألمانيا: ذهبي - أفضل ألبوم في نيوزيلاندا: 2× بلاتينيوم |

## الجوائز والترشيحات
| السنة | الجائزة                               | النتيجة |
| ----- | ------------------------------------- | ------- |
| 2005  | "جائزة الفنان الصغير"                 | رُشِّح     |
| 2006  | "جائزة اختيار المراهقين"              | فوز     |
| 2006  | "مجلة برافو"                          | فوز     |
| 2007  | "جائزة الفنان الصغير"                 | رُشِّح     |
| 2007  | "جوائز شباب هوليوود"                  | فوز     |
| 2007  | "جائزة اختيار المراهقين"              | فوز     |
| 2007  | "جائزة اختيار الأطفال نكلوديون"       | فوز     |
| 2007  | "جائزة اختيار الأطفال نكلوديون"       | فوز     |
| 2007  | "جوائز مهرجان هوليوود السينمائية"     | فوز     |
| 2007  | "جوائز عائلة التلفزيون"               | فوز     |
| 2007  | "جائزة ستالايت"                       | رُشِّح     |
| 2007  | "مجلة برافو"                          | فوز     |
| 2008  | "جائزة اختيار النقاد للأفلام"         | رُشِّح     |
| 2008  | "جائزة اختيار النقاد للأفلام"         | فوز     |
| 2008  | "جائزة بالم سبرينغز السينمائي الدولي" | فوز     |
| 2008  | "جوائز بيبول تشويس"                   | فوز     |
| 2008  | "جوائز بيبول تشويس"                   | رُشِّح     |
| 2008  | "جوائز نقابة ممثلي الشاشة"            | رُشِّح     |
| 2008  | "جائزة غرامي"                         | رُشِّح     |
| 2008  | "جوائز الإمبراطورية"                  | رُشِّح     |
| 2008  | "جوائز إم تي في للأفلام"              | فوز     |
| 2008  | "جوائز أسترا"                         | رُشِّح     |
| 2008  | "جائزة اختيار المراهقين"              | رُشِّح     |
| 2008  | "جائزة اختيار الأطفال نكلوديون"       | فوز     |
| 2008  | "مجلة برافو"                          | فوز     |
| 2009  | "جوائز شوويست"                        | فوز     |
| 2009  | "جوائز إم تي في للأفلام"              | فوز     |
| 2009  | "جوائز إم تي في للأفلام"              | رُشِّح     |
| 2009  | "جائزة اختيار المراهقين"              | رُشِّح     |
| 2009  | "جائزة اختيار المراهقين"              | فوز     |
| 2009  | "جائزة اختيار المراهقين"              | رُشِّح     |
| 2009  | "جائزة اختيار المراهقين"              | فوز     |
| 2009  | "جائزة اختيار المراهقين"              | فوز     |
| 2009  | "جائزة اختيار الأطفال نكلوديون"       | فوز     |
| 2010  | "جائزة اختيار الأطفال نكلوديون"       | رُشِّح     |
| 2010  | "جوائز إم تي في للأفلام"              | رُشِّح     |
| 2010  | "جائزة اختيار المراهقين"              | رُشِّح     |
| 2010  | "جائزة اختيار المراهقين"              | رُشِّح     |
| 2010  | "جائزة اختيار المراهقين"              | رُشِّح     |
| 2010  | "جائزة اختيار الأطفال نكلوديون"       | فوز     |
| 2010  | "مجلة برافو"                          | فوز     |
| 2011  | "جوائز بيبول تشويس"                   | فوز     |
| 2011  | "جوائز إم تي في للأفلام"              | رُشِّح     |
| 2011  | "جائزة اختيار المراهقين"              | فوز     |
| 2011  | "جوائز بيبول تشويس"                   | فوز     |
| 2012  | "جائزة اختيار المراهقين"              | فوز     |
| 2012  | "جائزة اختيار المراهقين"              | فوز     |
| 2012  | "جائزة اختيار المراهقين"              | رُشِّح     |
| 2013  | "جوائز بيبول تشويس"                   | فوز     |
| 2014  | "جوائز إم تي في للأفلام"              | رُشِّح     |
| 2014  | "جوائز إم تي في للأفلام"              | فوز     |
| 2015  | "جوائز بيبول تشويس"                   | رُشِّح     |
| 2015  | "جوائز إم تي في للأفلام"              | فوز     |
| 2015  | "جوائز إم تي في للأفلام"              | رُشِّح     |
| 2016  | "جوائز سينماكون الأمريكية"            | فوز     |
| 2016  | "جائزة اختيار المراهقين"              | فوز     |
| 2016  | "جائزة اختيار المراهقين"              | رُشِّح     |

## وصلات خارجية
- زاك إيفرون على موقع IMDb (الإنجليزية)
- زاك إيفرون على موقع ميتاكريتيك (الإنجليزية)
- زاك إيفرون على موقع روتن توميتوز (الإنجليزية)
- زاك إيفرون على موقع مونزينجر (الألمانية)
- زاك إيفرون على موقع ألو سيني (الفرنسية)
- زاك إيفرون على موقع ميوزك برينز (الإنجليزية)
- زاك إيفرون على موقع رولينغ ستون (الإنجليزية)
- زاك إيفرون على موقع تيرنر كلاسيك موفيز (الإنجليزية)
- زاك إيفرون على موقع أول موفي (الإنجليزية)
- زاك إيفرون على موقع بوكس أوفيس موجو (الإنجليزية)
- زاك إيفرون على موقع أفلام ياهو!
- زاك إيفرون على موقع TV Guide